# Saint-Pierre-du-Fresne
Saint-Pierre-du-Fresne är en kommun i departementet Calvados i regionen Normandie i norra Frankrike. Kommunen ligger i kantonen Aunay-sur-Odon som ligger i arrondissementet Vire. År 2022 hade Saint-Pierre-du-Fresne 181 invånare.

## Befolkningsutveckling
Antalet invånare i kommunen Saint-Pierre-du-Fresne
Referens:INSEE